# Cavit Cav
Cavit Cav (* 1905 in Saloniki; † 29. April 1982 in Ankara) war ein türkischer Radrennfahrer und nationaler Meister im Radsport.

## Sportliche Laufbahn
Cav war im Bahnradsport und im Straßenradsport aktiv. Er war Teilnehmer der Olympischen Sommerspiele 1928 in Amsterdam. Im Sprint schied er im Vorlauf aus. In der Mannschaftsverfolgung wurde der türkische Bahnvierer mit Galip Cav, Yunus Nüzhet Unat, Cavit Cav und Tacettin Öztürkmen auf dem 9. Rang klassiert.
1924 wollte er bei den Olympischen Sommerspielen in Paris starten. Er wurde aber dort nicht zum Start zugelassen, da sein Rad nicht den olympischen Wettkampfnormen entsprach. 1924 gewann Cav die nationale Meisterschaft im Straßenrennen und im Einzelzeitfahren. 1925 gewann er das Etappenrennen von Istanbul nach Konya. 1927 wurde er Sieger des Straßenrennens der Balkanmeisterschaft.

## Berufliches
1933 änderte Cavit Cav den Namen seiner Radwerkstatt in Cav Bicycle Factory und baute diese zu einer Fahrradfabrik um. Es war die erste Produktionsstätte türkischer Fahrräder.

## Familiäres
Sein Bruder Galip Cav war ebenfalls Radrennfahrer und Olympiateilnehmer 1928.